# Joseph C. Satterthwaite

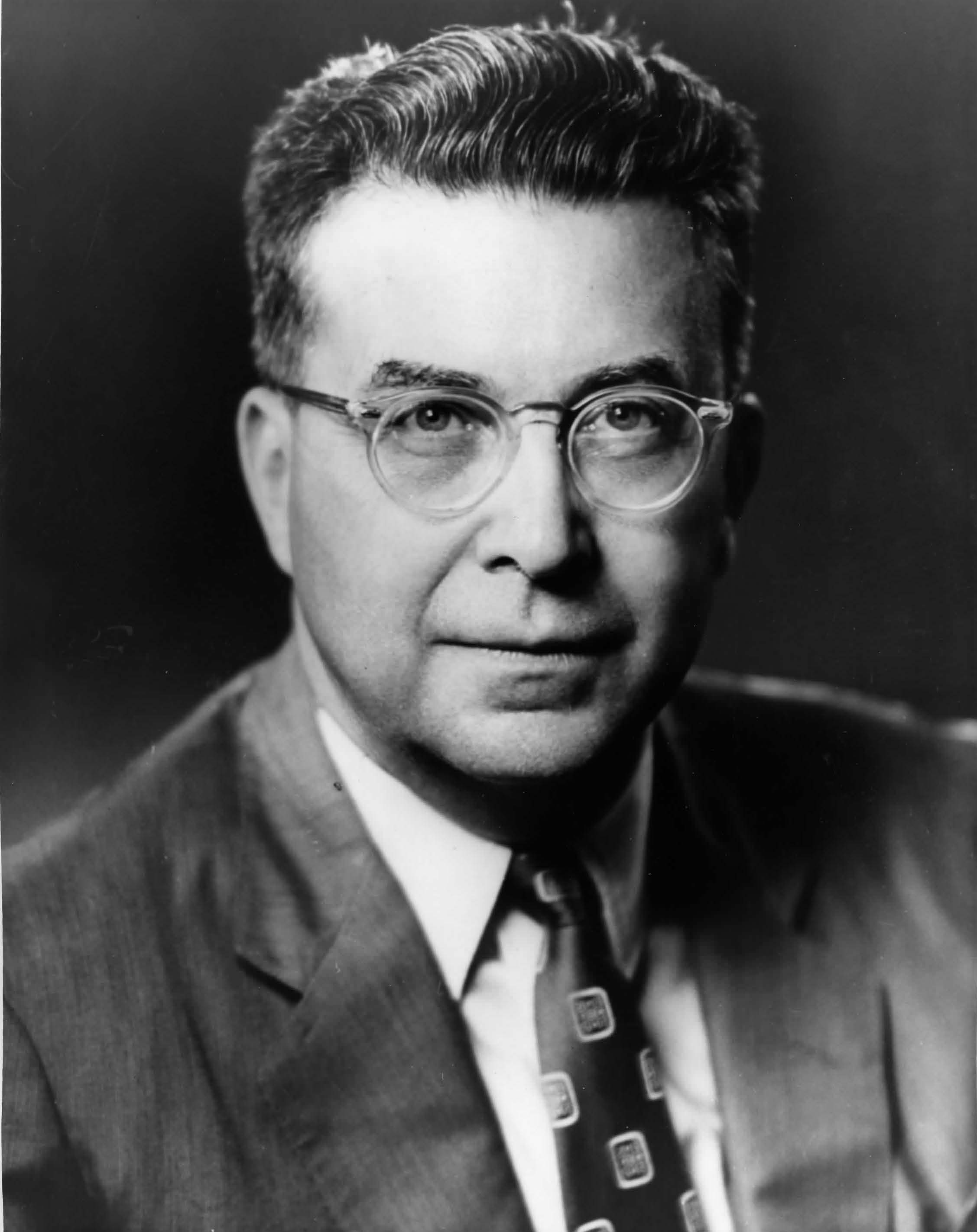
Joseph C. Satterthwaite

Joseph Charles Satterthwaite (* 14. März 1900 in Tecumseh, Michigan; † 19. November 1990 in Washington, D.C.) war ein US-amerikanischer Diplomat, der unter anderem zwischen 1949 und 1953 Botschafter in Ceylon, von 1953 bis 1955 Generalkonsul in Tanger, zwischen 1955 und 1957 Botschafter in Burma und von 1957 bis 1958 Generaldirektor des Diplomatischen Dienstes war. 1958 wurde er erster Assistant Secretary of State for African Affairs und war nach Beendigung dieser Tätigkeit zuletzt zwischen 1961 und 1965 Botschafter in Südafrika.

## Leben

### Studium, Erster Weltkrieg und Beginn der diplomatischen Laufbahn
Satterthwaite trat nach Abschluss der Schulausbildung 1918 in die US Army ein und diente in den letzten Monaten des Ersten Weltkrieges in Europa. Nach Kriegsende nahm er zunächst ein grundständiges Studium an der University of Michigan auf, das er mit einem Bachelor of Arts (B.A.) abschloss. Ein darauf folgendes postgraduales Studium an der University of Michigan beendete er mit einem Master of Arts (M.A.).
Er trat 1924 in den diplomatischen Dienst ein und wurde zunächst Mitarbeiter im Konsulat in Stuttgart. In der Folgezeit war er bis zum Beginn des Zweiten Weltkrieges an den Auslandsvertretungen in Mexiko, Argentinien und im Irak tätig und fand während des Zweiten Weltkrieges Verwendung an den Auslandsvertretungen in der Türkei sowie im Völkerbundmandat für Syrien. Nach seiner Rückkehr in die USA wurde er zunächst stellvertretender Leiter des Sachgebiets für den Nahen Osten und später verantwortlicher Beamter im Referat für den Nahen Osten, Südasien und Afrika.

### Botschafter undDirector General of the Foreign Service
Am 19. November 1949 übernahm Satterthwaite von Felix Cole den Posten als Botschafter in Ceylon und verblieb auf diesem Posten bis zum 25. Juli 1949. Er selbst löste am 8. September 1953 John Carter Vincent als Generalkonsul in Tanger und damit als Leiter der Auslandsvertretung in Marokko ab. Diesen diplomatischen Posten übte er bis zum 1. Mai 1955 aus. Im Anschluss wurde Satterthwaite am 10. Mai 1955 Botschafter in Burma und damit Nachfolger von William J. Sebald. Er bekleidete diesen Botschafterposten bis zum 1. April 1957, ehe am 20. August 1957 der bisherige Leiter des China-Sachgebiets, Walter P. McConaughy, neuer Botschafter in Burma wurde.
Nach seiner Rückkehr in die USA wurde Satterthwaite am 6. Mai 1957 Nachfolger von Raymond A. Hare als Director General of the Foreign Service. In dieser Funktion war er bis zum 1. September 1958 Generaldirektor des United States Foreign Service und damit zuständig für die personelle Ausstattung der Auslandsvertretungen.

### Assistant Secretary of Stateund Ruhestand
Nachdem der US-Kongress am 18. Juli 1958 das Außenministerium ermächtigt hatte, die Ernennung eines elften Assistant Secretary of State vorzunehmen und dadurch ein Referat für die neuen unabhängigen Staaten Afrikas zu schaffen, wurde Satterthwaite am 2. September 1958 erster Assistant Secretary of State for African Affairs und als solcher Leiter des Afrika-Referats (Bureau of African Affairs). Er übte dieses Amt bis zum 31. Januar 1961 aus und wurde am darauf folgenden 1. Februar 1961 vom bisherigen demokratischen Gouverneur von Michigan, G. Mennen Williams, abgelöst.
Zuletzt wurde Satterthwaite am 22. Mai 1961 abermals Nachfolger von Philip K. Crowe, und zwar dieses Mal als Botschafter in der Südafrikanischen Union. Nachdem aus dieser am 31. Mai 1961 die Republik Südafrika entstand, erhielt er vom Außenministerium ein neues Akkreditierungsschreiben, welches aber nicht mehr formell überreicht wurde. Den Botschafterposten in Südafrika übte er bis zum 17. November 1965 aus und trat dann in den Ruhestand.
Nach seinem Ausscheiden aus dem diplomatischen Dienst arbeitete Satterthwaite zeitweilig als Berater der NASA sowie der Denkfabrik RAND Corporation. Aus seiner 1945 geschlossenen Ehe mit Leyla Ilbars ging die Tochter Ruth Satterthwaite Hartmann hervor. Er starb im Sibley Memorial Hospital in Washington, D.C. an den Folgen einer Lungenentzündung.